# Нектарије Оптински
Нектарије Оптински (у свету Николај Васиљевич Тихонов; 1853, Јелец  – 12. мај 1928) био је свештеник Руске православне цркве, јеромонах. Православна црква га помиње 26. јула 1996. године, заједно са још 12 оптинских светих стараца. Још за живота био је поштован као свети старац.

## Биографија
Николај Васиљевич Тихонов рођен је 1853. године у граду Јелец, провинција Ориол, у сиромашној породици Василија и Елене Тихонов. Отац му је био радник у млину и рано је умро. Његова мајка је умрла недуго након смрти оца, а дечак је остао сироче. Са 11 година почео је да ради у трговинској радњи, а до 17 године добио је чин млађег чиновника.
1873. Никола је отишао у манастир Оптинску пустињу, где је био примљен од стране светог Амвросија млађег. Након њиховог разговора,  одлучио је да заувек остане у скиту. Монах Анатолиј је постао његов духовни ментор.
Под вођством својих ментора монах Нектарије је брзо духовно узрастао. 14. марта 1887. године је замонашен, а 19. јануара 1894. године хиротонисан је за јерођакона, а четири године касније за јеромонаха га је замонашио епископ Калуга . 1912. године изабран је за старешину Оптинске пустиње.
Након затварања манастира 1923. године, монах Нектарије је ухапшен . По повратку је кратко време живео у Плокхину, након тога у селу Кхолмишцхи, Уљановски округ, Калушка област, у сељачкој породици.
Монах Нектарије умро је 29. априла ( 12. маја ) 1928. године у 75. години и сахрањен на сеоском гробљу. Након оживљавања Оптинске испоснице, 16. јула 1989. године, на дан сећања на митрополита московског Филипа, дошло је до откривања моштију монаха Нектарија.